# Anders Lindberg (militär)
Karl-Anders Herbert Ingemar Lindberg, född 28 augusti 1946 i Jönköpings Sofia församling i Jönköpings län, är en svensk militär.

## Biografi
Lindberg avlade officersexamen vid Krigsskolan 1969 och utnämndes samma år till officer vid Livregementets husarer, där han befordrades till kapten 1972, varpå han tjänstgjorde vid Kavalleriets kadettaspirantskola, gick chefsutbildning vid Militärhögskolan 1979–1981 och befordrades till major 1980. Han var handläggare för 1982 års försvarsbeslut på Försvarsdepartementet 1981–1982, var sektionschef i Utrustningsavdelningen i Arméstaben 1982–1985 och chef för Systemavdelningen i Försvarsstaben 1985–1986.
År 1986 befordrades Lindberg till överstelöjtnant, varpå han var bataljonschef och utbildningsledare vid Livregementets husarer 1986–1988 och chef för Underhållssektionen vid staben i Västra militärområdet 1988–1990. Han befordrades till överste 1990, var utbildningschef vid Lapplands jägarregemente 1990–1991, chef för Arméns underrättelseskola 1991–1992 samt chef för Livregementets husarer tillika chef för Karlsborgs garnison 1993–1997. Lindberg befordrades till överste av första graden 1998, varefter han var chef för Försvarsmaktens underhållscentrum 1998–2000 samt chef för Skaraborgs regemente 2000–2004.